# Troppo presto, troppo tardi
Troppo presto, troppo tardi è un documentario del 1981 diretto da Jean-Marie Straub e Danièle Huillet.

## Trama
Si tratta di una sequenza di riprese di paesaggi rurali accompagnate da letture di testi sulle lotte dei contadini poveri, seguite da un'altra sequenza di riprese in Egitto. Degna di nota anche una sequenza girata dall'interno di una vettura che percorre per circa cinque minuti una rotatoria situata nel centro di Parigi.